# Dicliptera acuminata
Dicliptera acuminata là một loài thực vật có hoa trong họ Ô rô. Loài này được (Ruiz & Pav.) Juss. mô tả khoa học đầu tiên năm 1807.